# 宮里美香
宮里 美香（みやざと みか、1989年10月10日 - ）は、沖縄県那覇市出身の日本の女子プロゴルファーである。所属はNTTぷらら。同じ沖縄県出身のプロゴルファーの宮里聖志、宮里優作、宮里藍3兄弟とは縁戚関係はない。

## 来歴

### アマチュア時代
父親に練習場に連れて行ってもらったのをきっかけに、8歳からゴルフを始める。
2003年日本女子プロゴルフ協会（JLPGA）ツアー「ダイキンオーキッドレディースゴルフトーナメント」のアマチュア選手権大会で優勝。これにより同大会の本戦出場権を得て、アマチュアとしてJLPGAツアー初出場を果たす。
2004年は3月の「ダイキンオーキッドレディスゴルフトーナメント」で8位タイの後、6月の「日本女子アマチュアゴルフ選手権競技」で優勝。この優勝は大会史上最年少となる14歳260日でのことであった。
2005年から2008年まではJGAナショナルチーム入り。この間、「ネイバーズトロフィー 韓国・日本・台湾チーム選手権」（2005年：個人11位タイ・団体優勝、2006年：個人4位タイ・団体2位、2007年：個人団体共に優勝）、「キャロウェイゴルフ世界ジュニア選手権」（2006年：女子15～17歳の部優勝）等がある。また2006年ドーハで開催された「アジア競技大会」（ゴルフ競技）において、佐伯三貴、原江里菜（共に東北福祉大学＝当時）と共に日本代表として出場し、個人団体共に銀メダルを獲得した。
同期間のナショナルチーム以外の成績としては、「日本ジュニアゴルフ選手権競技」（女子15歳～17歳の部）を2006年と2007年に連覇した他、複数のJLPGAツアーでローアマチュアを獲得。2007年の全米女子プロゴルフ協会（USLPGA）ツアー「ホンダLPGAタイランド」では、日本人アマチュア選手として同大会初の招待を受け、15位タイでローアマチュアを獲得した。
興南高等学校卒業後、2008年のJLPGAプロテストを受験していたが途中で断念しアメリカ合衆国へ渡る。同年12月3日から7日にかけて行われたUSLPGAツアーのファイナルクォリファイングトーナメント（QT）において、アマチュアながら12位タイとなり、翌シーズンの同ツアー出場資格を得た。このファイナルQTではミシェル・ウィーや日本の大山志保も通過した。

### プロ転向後
前述のファイナルQTの後、プロ転向する。
2009年2月USLPGAツアー「SBSオープンatタートルベイ」でプロ初出場、同年から同ツアーを主戦場とする。
2010年、JLPGAツアー公式戦「日本女子オープンゴルフ選手権競技」にスポット参戦し、プロ初優勝を果たす。この優勝により翌シーズンのJLPGAツアー出場資格を得たが、権利行使に必要なTPD単年登録（呼称は当時）を期限までに行わず、権利を放棄した。
2011年2月からNTTぷらら所属となる。同年、アマチュア時代から出場していた「ダイキンオーキッドレディスゴルフトーナメント」にプロとして初出場。
2012年8月、USLPGAツアー「セーフウェイクラシック」で同ツアー初優勝。同年はその後「全英リコー女子オープン」4位や「日本女子オープンゴルフ選手権競技」4位等があり、同年10月15日の女子世界ゴルフランキングで自身最高位となる8位となる。また同年の同ツアー年間獲得賞金ランキング（賞金ランク）では自己最高位となる11位に入った。
2013年、JLPGAツアー公式戦「日本女子オープンゴルフ選手権競技」で同ツアー2勝目。
2017年はUSLPGAツアーの賞金ランクで157位に低迷。
2018年4月、日本の男子下部ツアーであるAbemaTVツアー「i Golf Shaper Challenge in 筑紫ヶ丘」に参戦（予選落ち）。同年USLPGAツアーにおいてはシード権がないため7月の2試合の出場に終わる。同年JLPGAツアーファイナルQTに進出し27位となり、翌シーズンの同ツアーの出場資格を得た。
2019年、TP単年登録選手としてJLPGAツアーを主戦場とする。最終的に賞金ランク34位となり自身初のJLPGAツアーシード入りを果たす。またこの「2019年シード獲得」の資格により2019年12月1日付でJLPGA入会を果たしJLPGA91期生となる。

## 人物
幼少時代には「ゴルフ練習場に初めて連れていってもらった際に、当時小学校低学年であったにもかかわらず、いきなりドライバーで130ヤード飛ばした」「中学生時代に目隠しした状態でボールを打つ練習をやっていたが、1度も空振りしたことがない」などのエピソードがある。一般的には荒唐無稽とも取れる内容のため「都市伝説の一種ではないのか」と訝る向きも多いが、本人は2010年の日本女子オープン優勝後に、東京スポーツの取材に対して「両方とも本当ですよ」と答えている。
2021年8月18日にレーシングドライバーの中山友貴と結婚したことをTwitterで公表した。2022年6月1日に妊娠したことを報告した。

## メジャー成績
| 大会             | 2009 | 2010 | 2011 | 2012 | 2013 | 2014 | 2015 | 2016 | 2017 | 2018 | 2019 |
| ---------------- | ---- | ---- | ---- | ---- | ---- | ---- | ---- | ---- | ---- | ---- | ---- |
| ANA              | DNP  | T40  | T7   | CUT  | T63  | CUT  | T29  | T56  | CUT  | DNP  | DNP  |
| PGA選手権        | T39  | 13   | T8   | T2   | T22  | CUT  | T41  | T50  | DNP  | DNP  | DNP  |
| 全米女子オープン | T57  | CUT  | 5    | T7   | T31  | CUT  | CUT  | CUT  | CUT  | DNP  | DNP  |
| 全英女子オープン | T11  | CUT  | T14  | 4    | T59  | T38  | T7   | T58  | DNP  | DNP  | DNP  |
| エビアン選手権   |      |      |      |      | T19  | T36  | T34  | T22  | DNP  | DNP  | DNP  |

DNP = 出場せず
CUT = 予選落ち
"T" = 順位タイ
黄色はトップ10